# Urs Dietschi (Politiker, 1901)

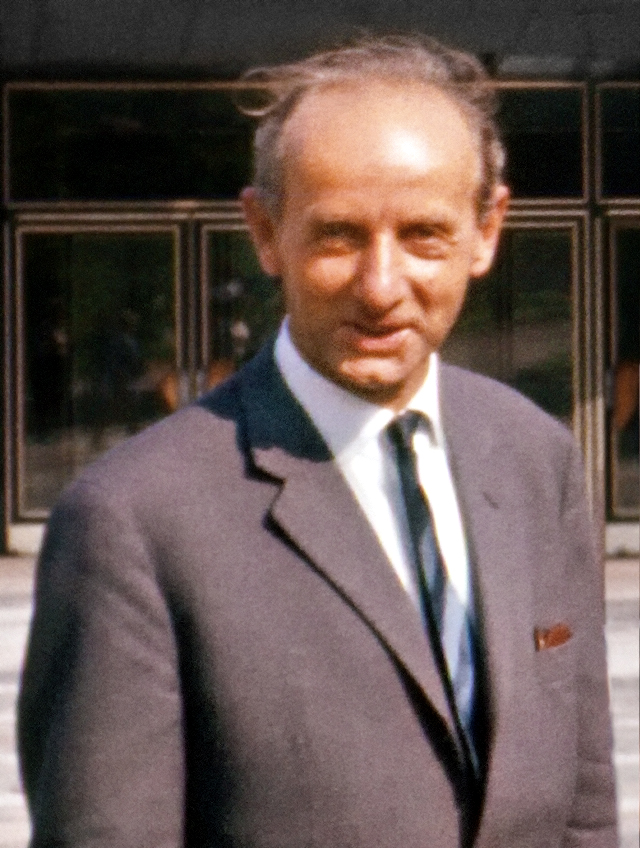
Urs Dietschi 1963 in Stuttgart

Urs Dietschi (* 18. November 1901 in Olten; † 29. Juli 1982 in Solothurn) war ein Schweizer Politiker (FDP).

## Leben und politische Laufbahn
Dietschi wuchs in Olten als Sohn des Stadtammanns Hugo Dietschi auf. Familientradition und eine sorgfältige Ausbildung legten den Grundstein für eine humanistische Grundhaltung und kulturelle und soziale Offenheit. Das Studium der Rechte in Heidelberg, Berlin und Bern schloss er mit dem Doktorat ab.
Dietschi war 1929 Mitbegründer der Jungliberalen Bewegung, einer Bewegung, die den Liberalismus im Geiste des freiheitsliebenden 19. Jahrhunderts erneuern wollte. Von 1941 bis 1945 war er ihr Landesobmann. Er vertrat die Idee eines «neuen Bundes», der die drei Stände Bürgertum, Arbeiterschaft und Bauernschaft, aber auch die Sprach- und Kulturregionen der Schweiz wieder einigen sollte. Seit dem Jahre 1933 forderte die jungliberale Bewegung eine Totalrevision der Bundesverfassung; 1934 lancierte jedoch die konkurrierende «Tatgemeinschaft», eine Sammlung von Frontisten und der Jugendpartei der Katholisch-Konservativen, eine Volksinitiative zur Totalrevision (siehe Fronteninitiative). Diese Gruppierung vertrat korporative Forderungen. Die jungliberale Bewegung grenzte sich davon ab; sie forderte eine stärkere Berücksichtigung der Verbände und einen «Wirtschaftsrat». Ehefrau Emmy Dietschi sagt dazu: «Störend für den Wirtschaftsfreisinn war, dass die Jungliberalen nicht so absolut wirtschaftsfreundlich, viel stärker sozial eingestellt waren. […] Das haben natürlich ein Hermann Obrecht oder Ernst Dübi gar nicht goutiert… Sie hätten die Jungliberalen am liebsten gar nicht gehabt.» Von-Roll- und Arbeitgeber-Direktor Ernst Dübi anderseits dazu: «Elastizität und Dehnung sind zu bedeutenden Charaktereigenschaften geworden.» Der Historiker Walter Wolf schreibt zu diesem Thema: «Die Jungliberalen glaubten zeitweise, der Liberalismus sei überholt.»
Vom 6. Dezember 1943 bis zum 6. Dezember 1959 war Dietschi Nationalrat für den Kanton Solothurn. Auch nach seiner Wahl in den Solothurner Regierungsrat 1937 hielt Dietschi den Jungliberalen die Treue. Er war während der Kriegsjahre ihr Präsident.
Nach dem Krieg wechselte Dietschi zur Mutterpartei, der FDP, und politisierte liberal. Sein soziales und kulturelles Engagement und seine differenzierte Politik wurden vom wirtschaftlich orientierten Flügel seiner Partei oft nicht verstanden. Er vertrat früh die Forderung nach dem Frauenstimmrecht, wobei er in einem Nationalrats-Postulat beschwichtigend festhielt: «… Ich bin dafür und dagegen zugleich … Der Frau würden auch Lasten auferlegt, unter denen sie als sensibles Wesen leiden könnte …» Er plädierte dafür, dass Frauen in ausserparlamentarischen Kommissionen Einsitz nehmen dürften. Er setzte sich, insbesondere 1952–1971 als Präsident der Eidgenössischen Kommission für Natur- und Heimatschutz, erfolgreich für die Anliegen des Natur- und Heimatschutzes ein. Als aufgeklärter Christkatholik engagierte er sich für konfessionelle Toleranz; so war er mitbeteiligt an der Wiederherstellung des  Klosters Mariastein.
Sein Nachlass wurde von seiner Gattin in den 1990er Jahren der Zentralbibliothek Solothurn übergeben und in den 2000er Jahren vollständig von Ruedi Graf erschlossen. Der Nachlass ist eine wichtige Quelle zur Geschichte des Kantons Solothurn im 20. Jahrhundert und zur Geschichte der jungliberalen Bewegung.